# Tanimoto Tomeri

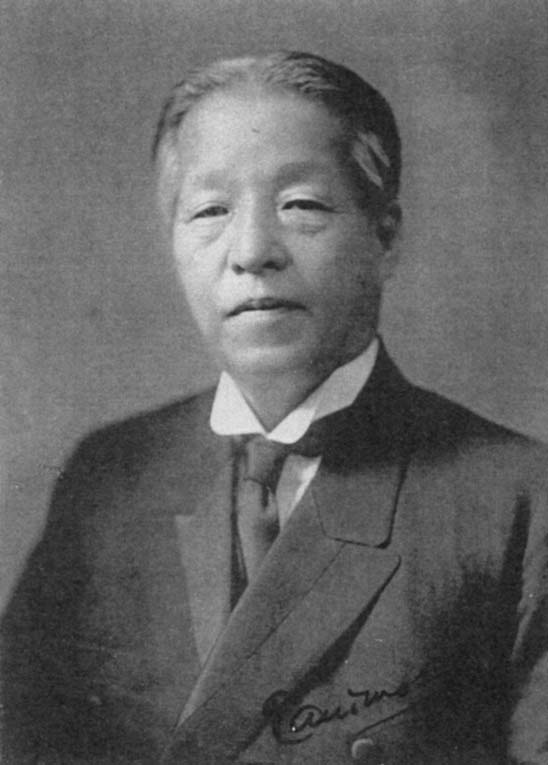
Tanimoto Tomeri

Tanimoto Tomeri (japanisch 谷本 富; geboren 12. November 1867 in Takamatsu (Präfektur Kagawa); gestorben 1. Februar 1946) war ein japanischer Erziehungswissenschaftler, der zur Einführung und Verbreitung der herbartischen Pädagogik beigetragen hat.

## Leben und Wirken
Tanimoto Tomeri machte 1881 seinen Abschluss an der „Takamatsu Medical School“ (高松医学校. Takamatsu igakkō). Er studierte Philosophie als Auswahlstudent an der Universität Tokio, studierte Pädagogik bei Emil Hausknecht als Sonderstudent und machte 1889 seinen Studienabschluss. Nachdem er an der „Yamaguchi Junior High School“ (山口高等中学校) und der „Pädagogischen Hochschule Tokyo“ (東京高等師範学校) unterrichtet hatte, studierte er ab 1899 im Ausland in England, Frankreich und Deutschland und wurde der erste Doktor der Literaturwissenschaft in Japan auf dem Gebiet der Pädagogik.
1906 wurde Tanimoto der erste Professor des Department of Education an der Universität Kyōto. In den 20er Jahren der Meiji-Zeit widmete er sich Herbarts Pädagogik und betonte die Fünf-Stufen-Lehrmethode in Praktischer Bildung und Lehrmethode. Er publizierte 1894 „Jitsuyō kyōiku-gaku oyobi kyōju-hō“ (実用教育学及教授法) – „Praktische Bildung und Pädagogik“ und 1898 „Shōrai no kyōiku-gaku“ (将来の教育学) – „Zukünftige Pädagogik“. In der zweiten Hälfte der 30er Jahre der Meiji-Zeit vertrat er 1901 in „Shin kyōiku-gaku kōgi“ (新教育学講義) – „Vorlesungen Neue Pädagogik“ eine neue Klassensicht, die die Entwicklung „aktiver Menschen“ vor dem Hintergrund des wachsenden Kapitalismus in Japan betonte.
Tanimoto musste im Zusammenhang mit dem „Sawayanagi-Vorfall“ die Universität verlassen. Er arbeitete später als Professor an der Bukkyō-Universität (佛教大学).